# 슈브리에들쥐
슈브리에들쥐(학명: Apodemus chevrieri)는 붉은쥐의 일종이다. 중국에서만 발견된다.

## 특징
꼬리 길이 72~105mm를 제외한 몸길이가 80~110mm인 작은 설치류로 발 길이는 21~25mm, 귀 길이는 14~16mm이다. 등 쪽은 연한 황토색이지만 배 쪽은 희끄무레한 색을 띤다. 귀는 비교적 작고 등과 같은 색이다.

## 생태
땅 위에서 주로 생활하는 육상성 동물이고 주행성 동물이다. 먹이는 식물 씨앗이고 곤충을 먹기도 한다.

## 분포 및 서식지
중국 윈난성, 충칭시, 쓰촨성, 구이저우성, 후베이성 서부, 산시성 남부, 간쑤성 남부에 널리 분포하고 후난성에서도 관찰된다. 해발 1,800m와 2,300m 사이의 경작지와 목초지, 앞이 트인 숲에서 서식한다.